# Vorstendom Ansbach
Het vorstendom Ansbach (ook: markgraafdom Brandenburg-Ansbach) was een vorstendom in de Frankische Kreits dat werd geregeerd door een zijtak van het huis Hohenzollern. De titel markgraafdom slaat op de relatie met het markgraafschap Brandenburg.

## Geschiedenis

### Het burggraafschap Neurenberg
De gebieden Ansbach en Kulmbach vielen in 1362 als lenen ten deel aan burggraaf Frederik V van Neurenberg. Na zijn dood in 1398 werd het burggraafschap Neurenberg verdeeld onder zijn zoons: Johan III kreeg het "land op het gebergte", Kulmbach, en Frederik VI (1398-1440) het "land onder het gebergte", Ansbach.

### Ansbach als nevenland van het keurvorstendom Brandenburg
Frederik werd in 1415 ook beleend met Brandenburg en erfde na Johans dood in 1420 tevens Kulmbach. Omdat Brandenburg een markgraafschap was, voerden ook de vorsten van Ansbach de titel van markgraaf, hoewel het geen mark (grensgebied) was. Om deze prestigieuze titel toch te kunnen voeren gebruikte men de term "markgraafdom" (Markgraftum) in plaats van "markgraafschap" (Markgrafschaft).
Frederiks zoon Albrecht Achilles (1440-1486) bepaalde in zijn Dispositio Achillea (1473) de splitsing van Brandenburg, Ansbach en Kulmbach (later Bayreuth genoemd). Na zijn dood viel Ansbach dienovereenkomstig als secundogenituur toe aan zijn jongere zoon Frederik de Oude (1486-1515), die in 1495 van zijn broer ook Kulmbach erfde. Onder zijn zoons werden Ansbach en Kulmbach weer opgesplitst. De tweede zoon George de Vrome (1515-1543), die Ansbach had geërfd, voerde de Reformatie in. Zijn opvolger George Frederik de Oude (1543-1603) verenigde Ansbach en Kulmbach weer na de dood van markgraaf Albrecht Alcibiades in 1557.
Toen ook George Frederik stierf zonder mannelijke erfgenamen vielen Ansbach en Bayreuth toe aan respectievelijk Joachim Ernst (1603-1625) en Christiaan, jongere zoons van keurvorst Johan George van Brandenburg. Onder het bewind van Joachim Ernsts weduwe Sophie van Solms-Laubach (1625-1639), regentes namens haar minderjarige zoons, werd het land verwoest door de Dertigjarige Oorlog. In 1741 werd het graafschap Sayn-Altenkirchen geërfd van Saksen-Eisenach. De laatste markgraaf, Karel Alexander (1757-1791), erfde in 1769 ook Bayreuth. Hij verkocht beide markgraafschappen op 2 december 1791 aan Pruisen en stierf in 1806 kinderloos.

### Ansbach als deel van de Pruisische monarchie
De staten werden na 1791 als een Pruisische provincie bestuurd door de te Ansbach residerende Karl August von Hardenberg. De nieuwe regering voerde een agressieve politiek naar de buurlanden om het gebied betere grenzen en een modern bestuur te kunnen geven. In 1791 moest het prinsbisdom Eichstätt zijn aandeel in Lehrberg afstaan en in 1795 werd een verdrag met Giech tot niet-werkzaam verklaard. In 1796 annexeerde Ansbach de commanderij en Ellingen van de Duitse Orde, het vierde deel van Geyern (eigendom van Schenk von Geyern), de heerlijkheid Frankenberg (eigendom van Hutten), de stad Fürth (rechten van het prinsbisdom Bamberg en de rijksstad Neurenberg), Honhardt (rechten van Halle en Württemberg), Mögeldorf (rechten van Neurenberg), Suggenheim en Wilhermsdorf (eigendom van Creuzberg).
Op 10 november 1796 werden met Giech de Assekurations-Akten gesloten, waardoor Giech in zijn rechten werd hersteld.
Op 21 juni 1796 werd een vergelijk gesloten tussen de koning van Pruisen als vorst van Ansbach en Hohenlohe-Neuenstein. In dit vergelijk kregen gedeelde dorpen één overheid en andere dorpen wisselden van overheid. Hierdoor ontstonden er rationelere grenzen.
- Hohenlohe-Neuenstein kwam in het volledige bezit van: Dienbott, Ebertsbronn, Fuchshof, Großbärenweiler, Hetzelshof, Lehnsiedel, Lindlein, Lobenhausen, Raicha, Seibotenberg, Sigisweiler, Schmalfelden, Speckheim en Werdeckerhof.
- Pruisen kwam in het volledige bezit van: Beimbach, Belgenthal, Blobach, Erpsersweiler, Helmeshofen, Herrothshausen, Kleinbretheim, Kupferhof, Langensteinach, Lenkerstetten, Libesdorf, Nieder-Rimbach, Niederwinden, Riddern, Rükkeshagen, Simmershofen, Tiefenbach, Triensbach, Wiesenbach en Wittenweiler.

Op 17 juli 1796 werden er een vergelijk tussen de koning van Pruisen als vorst van Ansbach en Oettingen-Spielberg gesloten. Hierbij stond Pruisen het ambt Nörtlingen aan Oettingen-Spielberg af. Daarvoor moest Oettingen de hoofdambten Spielberg en Dürwang en het ambt Sonnenheim afstaan. In artikel 3 van het vergelijk werd de grens beschreven. Het doel van deze ruilingen was het verkrijgen van rationele grenzen.
In 1797 werden er grensverdragen gesloten met de rijksstad Rothenburg, Pappenheim en het vorstelijk graafschap Schwarzenberg. Neunkirchen werd aan Hohenlohe-Weikersheim afgestaan en de burcht Werdeck aan Hohenlohe-Kirchberg.
In 1802 werden Anbach en Bayreuth niet langer als één provincie bestuurd maar afzonderlijk. Verder werd het nevenland Sayn-Altenkirchen aan Nassau-Usingen afgestaan.
Op 30 juni 1803 sloten Beieren en Pruisen het Hauptlandesvergleich. Pruisen stond van het vorstendom Ansbach de volgende delen af:
- het kastenambt Brixenstadt, het gehucht Kleinlangheim
- het aandeel in de gemeenschappelijke bezittingen van Mainstockheim, Reuses am Berge, Schweinau, Goßmannsdorf, Giebelstadt en Ingelstadt.
- de plaats Segnitz, de domeinen Randsacker en Frickenhausen, de plaats Insingen
- verstrooide bezittingen binnen het gebied van de voormalige rijksstad Rothenburg
- het ambt Solnhofen

Beieren stond daarvoor af:
- van het voormalige prinsbisdom Eichstätt de ambten Herrieden, Ornbau, Spalt en Abenberg. Verder van het ambt Sandsee dat deel dat op de linker oever van de Rednitz ligt.
- de voormalige rijkssteden Weißenburg en Dinkelsbühl.

### Ansbach als deel van het koninkrijk Beieren
Pruisen stond het vorstendom Ansbach op 15 december 1805 in het geheime verdrag van Schönburg af aan Frankrijk in ruil voor het keurvorstendom Hannover. Frankrijk stond het in 1806 grotendeels aan het koninkrijk Beieren af. Een klein deel kwam aan het groothertogdom Würzburg. Bij de grensverdragen van 1810 werd het westelijk deel met Crailsheim, Gerabronn en Creglingen aan het koninkrijk Württemberg afgestaan.

## Markgraven
- 1398-1440: Frederik VI
- 1440-1486: Albrecht Achilles
- 1486-1515: Frederik V de Oude
- 1515-1543: George de Vrome
- 1543-1603: George Frederik I de Oude
- 1603-1625: Joachim Ernst
  - 1625-1639: Sophie van Solms-Laubach (regentes)
- 1625-1634: Frederik
- 1634-1667: Albrecht
- 1667-1686: Johan Frederik
- 1686-1692: Christiaan Albrecht
- 1692-1703: George Frederik II de Jonge
- 1703-1723: Willem Frederik
- 1723-1757: Karel Willem Frederik de Wilde Markgraaf
- 1757-1791: Karel Alexander

## Bestuurlijke indeling
De grenzen van Ansbach werden na het Regensburger Delingsverdrag van 1541, dat de grens tussen Ansbach en Kulmbach-Bayreuth vastlegde, niet meer wezenlijk gewijzigd. Het gebied bestond midden achttiende eeuw uit vijftien bestuurlijke eenheden:
| - Hofkastenamt Ansbach - Oberamt Burgthann - Oberamt Cadolzburg - Oberamt Colmberg - Oberamt Crailsheim |  | - Oberamt Creglingen - Oberamt Feuchtwangen - Oberamt Gunzenhausen - Oberamt Hohentrüdingen - Oberamt Roth |  | - Oberamt Schwabach - Oberamt Stauf - Oberamt Uffenheim - Oberamt Wassertrüdingen - Oberamt Windsbach |

- Gemeinsame Normdatei: 4371198-4
- Library of Congress Control Number: n83035955
- Nationale Bibliotheek van Israël: 987007536508305171
- Virtual International Authority File: 136077078
- WorldCat: E39PBJmtypJtWpjvYXvctD4cyd